# Dragão Arena
El Dragão Arena, ubicado en la ciudad portuguesa de Oporto, es el actual pabellón del Fútbol Club Oporto, donde disputan sus encuentros las secciones de hockey patines, balonmano y baloncesto del club. Fue inaugurado el 23 de abril de 2009, al objeto de sustituir al antiguo Pavilhão Américo de Sá. Tiene una capacidad para 2.177 espectadores y está situado junto al Estadio do Dragão.
Su denominación, entre las temporadas 2008/09 y 2018/19, fue la de Dragão Caixa, debido al patrocinio de la Caixa Geral de Depósitos.
El coste de su construcción ascendió a 11.723.000 euros. Fue diseñado por el equipo formado por los arquitectos Manuel Salgado, Jorge Estriga, Joana Pinheiro e Inês Cruz.